# Codi de barres EAN

Número GTIN-13 codificat en codi de barres EAN-13. El primer dígit sempre es col·loca fora del símbol; a més, s'utilitza un indicador ">" dret per indicar una zona en blanc que és necessària perquè els escàners de codis de barres funcionin correctament. El codi GS1 presentat (590) s'assigna a Polònia.

El número d'article europeu (EAN en anglès) és un estàndard que descriu una simbologia de codi de barres i un sistema de numeració utilitzat en el comerç global per identificar un tipus de producte minorista específic, en una configuració d'embalatge específica, d'un fabricant específic. L'estàndard s'ha incorporat a l'estàndard Global Trade Item Number de l'organització GS1; els mateixos números es poden denominar GTIN i es poden codificar en altres simbologies de codi de barres definides pel GS1. Els codis de barres EAN s'utilitzen a tot el món per a la cerca al punt de venda minorista, però també es poden utilitzar com a números per a altres finalitats, com ara comandes a l'engròs o comptabilitat. Aquests codis de barres només representen els dígits del 0 al 9, a diferència d'altres simbologies de codis de barres que poden representar caràcters addicionals.
L'estàndard EAN més utilitzat és l'EAN-13 de tretze dígits, un superconjunt de l'estàndard original del codi universal de producte (UPC-A) de 12 dígits desenvolupat el 1970 per George J. Laurer. Un número EAN-13 inclou un prefix GS1 de 3 dígits (que indica el país de registre o el tipus especial de producte). Un prefix amb un primer dígit "0" indica que segueix un codi UPC-A de 12 dígits. Un prefix amb els dos primers dígits de "45" o "49" indica que segueix un número d'article japonès (JAN).
El codi de barres EAN-8 de 8 dígits menys utilitzat es va introduir per utilitzar-lo en paquets petits, on EAN-13 seria massa gros. EAN-2 de 2 dígits i EAN-5 de 5 dígits són codis de barres addicionals, situats a la part dreta de l'EAN-13 o UPC. Aquests s'utilitzen generalment en publicacions periòdiques, com revistes i llibres, per indicar el número de l'any en curs i en productes venuts a pes com els aliments per indicar el preu de venda suggerit pel fabricant.

## Composició
El número EAN-13 de 13 dígits consta de quatre components:
- Prefix GS1: 3 dígits[5]
- Codi del fabricant: longitud variable
- Codi de producte: longitud variable
- Dígit de verificació

### Prefix GS1
→ Llegiu l'article principal sobre Prefixos de Codi GS1 per països.
Els tres primers dígits de l'EAN-13 (prefix GS1) solen identificar l'organització membre de GS1 a la qual s'ha unit el fabricant (no necessàriament on es fa realment el producte). Tingueu en compte que els codis EAN-13 que comencen amb 0 són, en realitat, codis UPC de 12 dígits amb un 0 al davant.
Els prefixos 020-029 GS1 mereixen una menció especial. GS1 ho defineix com que està disponible per a ús intern del minorista (o ús intern d'altres tipus d'empreses). Alguns minoristes utilitzen això per a productes propis (marca pròpia o sense marca) encara que molts minoristes obtenen el seu propi codi de fabricant per a les seves pròpies marques. Altres minoristes utilitzen almenys una part d'aquest prefix per als productes que s'envasen a la botiga, per exemple, articles a pes i servits en un mostrador per a un client. En aquests casos, el codi de barres pot codificar un preu, quantitat o pes juntament amb un identificador de producte, d'una manera definida pel minorista. L'identificador del producte pot ser un assignat per la Produce Electronic Identification Board (PEIB) o pot ser assignat al detall.
Des de la dècada de 1980. el "codi de país" EAN 978 (i posteriorment 979) es va reservar coma codi únic de país (UCC) per als identificadors EAN dels llibres que es publiquessin independentment del país d'origen, de manera que l'espai EAN pogués catalogar llibres per l'ISBN en comptes de mantenir un sistema de numeració paral·lel redundant. Això es coneix informalment com "Bookland". El prefix 979 amb el 0 com a primer dígit s'utilitza pel International Standard Music Number (ISMN) i el prefix 977 indica International Standard Serial Number (ISSN).

### Codi de fabricant
El codi de fabricant és un codi únic assignat a cada fabricant per l'autoritat de numeració indicada pel prefix GS1. Tots els productes produïts per una empresa determinada utilitzaran el mateix codi de fabricant. EAN-13 utilitza el que s'anomenen "codis de fabricant de longitud variable". L'assignació de codis de fabricant de 5 dígits de longitud fixa, com ha fet la UCC fins fa poc, significa que cada fabricant pot tenir fins a 99.999 codis de producte. Molts fabricants no tenen tants productes, la qual cosa significa que centenars o fins i tot milers de codis de producte potencials es malgasten en fabricants que només tenen uns quants productes. Així, si un fabricant potencial sap que només produirà uns quants productes, EAN-13 pot emetre-li un codi de fabricant més llarg, deixant menys espai per al codi de producte. Això es tradueix en un ús més eficient dels codis de producte i fabricant disponibles.
En l'ISBN i a l'ISSN aquest component s'utilitza per identificar l'idioma de la publicació que pot ser emesa i gestionada per una agència transnacional que cobreixi diversos països, o per identificar el país on els dipòsits legals els fa un editor registrat a una agència nacional i es subdivideix a més qualsevol sub-bloc d'assignació per a editors; molts països tenen diversos prefixos assignats als registres ISSN i ISBN.

### Codi de producte
El codi del producte és assignat pel fabricant. El codi del producte segueix immediatament el codi del fabricant. La longitud total del codi del fabricant més el codi del producte ha de ser de 9 o 10 dígits en funció de la longitud del codi de país (2-3 dígits).
En ISBN, ISMN i ISSN, identifica de manera única la publicació de la mateixa editorial; hauria de ser utilitzat i assignat per l'editor registrat per tal d'evitar crear buits; no obstant això, passa quan un llibre registrat o una sèrie mai no es publica ni es ven.

### Dígit de verificació
El dígit de verificació és un dígit addicional que s'utilitza per verificar que un codi de barres s'ha escanejat correctament. Es calcula el mòdul 10, on els pesos en el càlcul de la suma de verificació alternen 3 i 1. En particular, com que els pesos són relativament primers a 10, el sistema EAN-13 detectarà tots els errors d'un sol dígit. També reconeix el 90% dels errors de transposició (tots els casos, on la diferència entre els dígits adjacents no és 5).

## Càlcul del dígit de la suma de control
La suma de control es calcula com a suma de productes, prenent un valor de pes altern (3 o 1) vegades el valor de cada dígit de dades. El dígit de la suma de verificació és el dígit que s'ha d'afegir a aquesta suma per obtenir un nombre divisible per 10 (és a dir, l'invers additiu de la suma de comprovació, mòdul 10). Consulteu el càlcul de dígits de verificació de l'ISBN-13 per obtenir una descripció i un algorisme més amplis. El número d'ubicació global (GLN) també utilitza el mateix mètode.

### Posició – pes
El pes en una posició específica del codi EAN és alternant (3 o 1) de manera que el dígit de dades final té un pes de 3 (i, per tant, el dígit de control té un pes d'1).
Tots els codis de número d'article comercial global (GTIN) i codi sèrie de contenidor d'enviament (SSCC) compleixen la següent regla:
Numerant les posicions des de la dreta (codi alineat a la dreta), els dígits de dades senars sempre tenen un pes de 3 i els dígits de dades parells sempre tenen un pes d'1, independentment de la longitud del codi.
Pesos per al codi SSCC de 18 dígits i els GTIN (GTIN-8, GTIN-12, GTIN-13, GTIN-14):
| posició | 17 | 16 | 15 | 14 | 13 | 12 | 11 | 10 | 9 | 8 | 7 | 6 | 5 | 4 | 3 | 2 | 1 |
| pes     | 3  | 1  | 3  | 1  | 3  | 1  | 3  | 1  | 3 | 1 | 3 | 1 | 3 | 1 | 3 | 1 | 3 |

Pes per al codi EAN-13:
| posició | 12 | 11 | 10 | 9 | 8 | 7 | 6 | 5 | 4 | 3 | 2 | 1 |
| pes     | 1  | 3  | 1  | 3 | 1 | 3 | 1 | 3 | 1 | 3 | 1 | 3 |

Pes per al codi EAN-8:
| posició | 7 | 6 | 5 | 4 | 3 | 2 | 1 |
| pes     | 3 | 1 | 3 | 1 | 3 | 1 | 3 |

### Exemples de càlcul
- Per al codi de barres EAN-13 400638133393x, on x és el dígit de verificació desconegut (Stabilo Point 88 Art. núm. 88/57), el càlcul del dígit de comprovació és...

| posició                              | 12 | 11 | 10 | 9  | 8 | 7  | 6 | 5 | 4 | 3 | 2 | 1  |
| primers 12 dígits del codi de barres | 4  | 0  | 0  | 6  | 3 | 8  | 1 | 3 | 3 | 3 | 9 | 3  |
| pes                                  | 1  | 3  | 1  | 3  | 1 | 3  | 1 | 3 | 1 | 3 | 1 | 3  |
| suma parcial                         | 4  | 0  | 0  | 18 | 3 | 24 | 1 | 9 | 3 | 9 | 9 | 9  |
| suma de control                      |    |    |    |    |   |    |   |   |   |   |   | 89 |
El múltiple de 10 més proper que és igual o superior a la suma de control, és 90. Resteu-los: 90 - 89 = 1, que és el dígit de verificació x del codi de barres.
- Per al codi de barres EAN-8 7351353x, on x és el dígit de control desconegut, el càlcul del dígit de verificació és...

| posició                             | 7  | 6 | 5  | 4 | 3 | 2 | 1  |
| primers 7 dígits del codi de barres | 7  | 3 | 5  | 1 | 3 | 5 | 3  |
| pes                                 | 3  | 1 | 3  | 1 | 3 | 1 | 3  |
| suma parcial                        | 21 | 3 | 15 | 1 | 9 | 5 | 9  |
| suma de control                     |    |   |    |   |   |   | 63 |
El múltiple de 10 més proper que és igual o superior a la suma de control, és 70. Resteu-los: 70 - 63 = 7, que és el dígit de verificació x del codi de barres.

## Codificació binària de dígits de dades en codi de barres EAN-13
Els números GTIN, codificats a UPC-A, EAN-8 i EAN-13, utilitzen tots una codificació similar. Les dades codificades normalment es repeteixen en text sense format a sota del codi de barres.

### Estructura del codi de barres

Codificació EAN-13

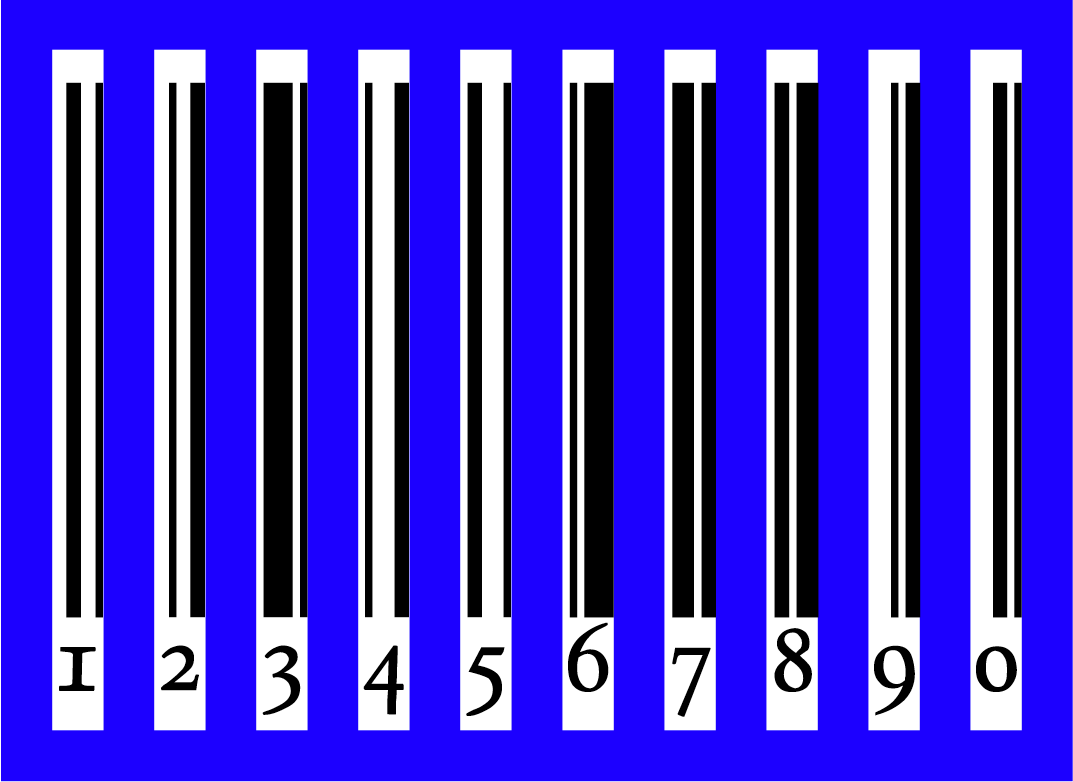
Codificació dígits L

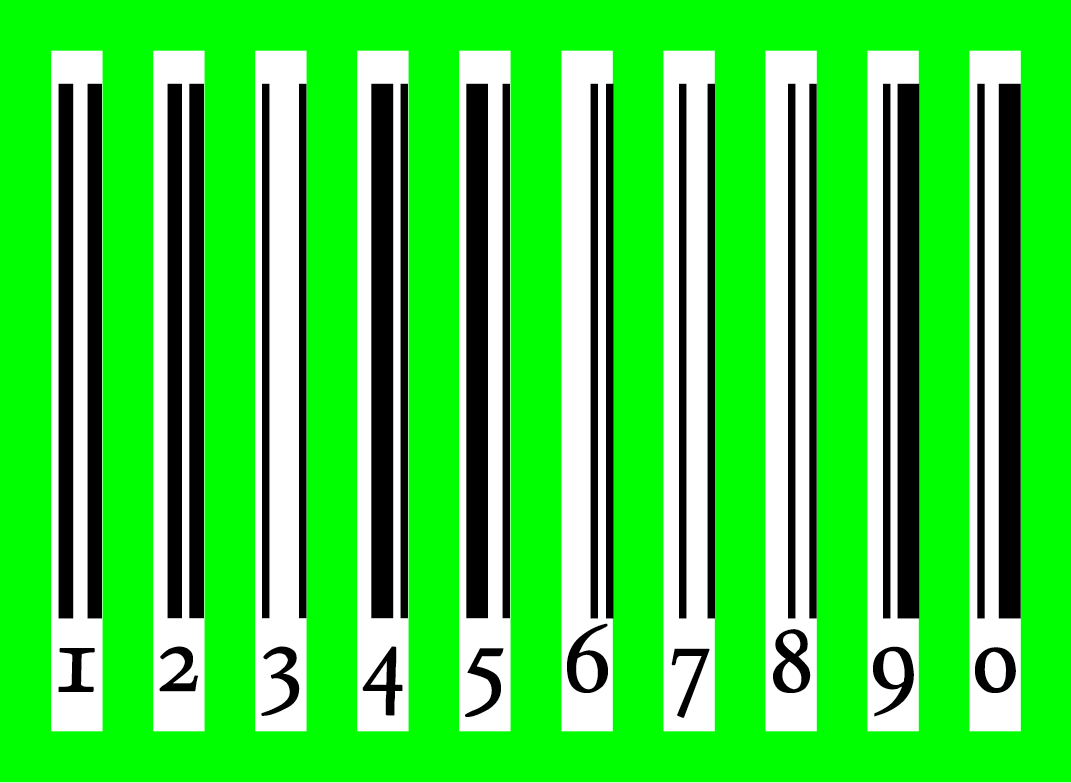
Codificació dígits G

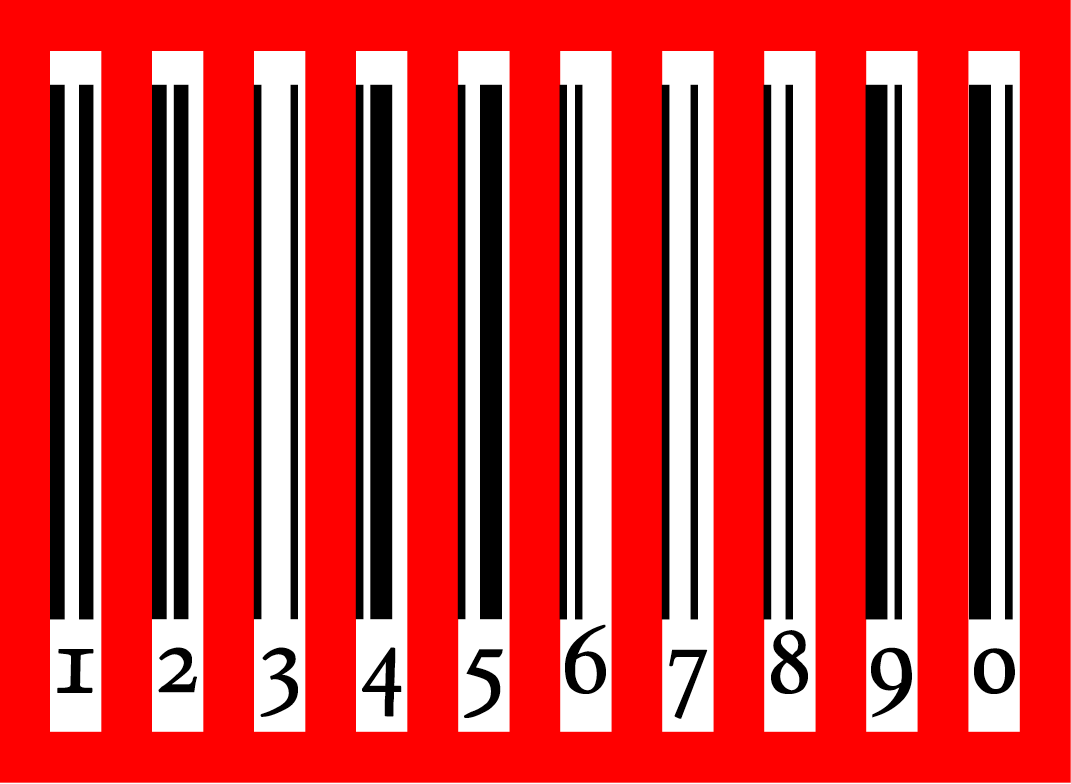
Codificació dígits R

El codi de barres consta de 95 àrees de la mateixa amplada. Cada àrea pot ser blanca (representada aquí com 0) o negra (representada com 1). D'esquerra a dreta: 
- 3 àrees pel marcador d'inici (101).
- 42 àrees (set per dígit) per codificar els dígits del 2 al 7 i per codificar el dígit 1 indirectament, tal com es descriu a la secció següent.
- 5 àrees pel marcador central (01010).
- 42 àrees (set per dígit) per codificar els dígits 8-13.
- 3 àrees pel marcador final (101).

### Codificació dels dígits
Per codificar el número EAN-13 de 13 dígits, els dígits es divideixen en 3 grups; el primer dígit, el primer grup de 6 i l'últim grup de 6. El primer grup de 6 es codifica mitjançant un patró pel qual cada dígit té dues codificacions possibles, una de les quals té paritat parell (indicada amb la lletra G) i una de les quals té paritat senar (indicada amb la lletra L). El primer dígit no es representa directament per un patró de barres i espais, sinó que es codifica indirectament, seleccionant un patró d'opcions entre aquestes dues codificacions per al primer grup de 6 dígits, segons la taula següent. Tots els dígits de l'últim grup de 6 dígits es codifiquen mitjançant un únic patró RRRRRR, el que també s'utilitza per a la UPC.
Si el primer dígit és zero, tots els dígits del primer grup de 6 es codifiquen mitjançant el patró LLLLLL utilitzat per a la UPC, per tant, un codi de barres UPC també és un codi de barres EAN-13 amb el primer dígit posat a zero.
| Primer dígit | Primer grup de 6 dígits | Últim grup de 6 dígits |
| ------------ | ----------------------- | ---------------------- |
| 0            | LLLLLL                  | RRRRRR                 |
| 1            | LLGLGG                  | RRRRRR                 |
| 2            | LLGGLG                  | RRRRRR                 |
| 3            | LLGGGL                  | RRRRRR                 |
| 4            | LGLLGG                  | RRRRRR                 |
| 5            | LGGLLG                  | RRRRRR                 |
| 6            | LGGGLL                  | RRRRRR                 |
| 7            | LGLGLG                  | RRRRRR                 |
| 8            | LGLGGL                  | RRRRRR                 |
| 9            | LGGLGL                  | RRRRRR                 |

Aquesta codificació garanteix que el primer grup comenci sempre amb un codi L, que té paritat senar, i que el segon grup sempre comenci amb un codi R, que té paritat parell. Així, no importa si el codi de barres s'escaneja des de l'esquerra o des de la dreta, ja que el programari d'escaneig pot utilitzar aquesta paritat per identificar l'inici i el final del codi.
Els codis de barres EAN-8 codifiquen tots els dígits directament utilitzant aquest esquema:
| Primer grup de 4 dígits | Últim grup de 4 dígits |
| ----------------------- | ---------------------- |
| LLLL                    | RRRR                   |

| Dígit | codi-L  | codi-G  | codi-R  |
| ----- | ------- | ------- | ------- |
| 0     | 0001101 | 0100111 | 1110010 |
| 1     | 0011001 | 0110011 | 1100110 |
| 2     | 0010011 | 0011011 | 1101100 |
| 3     | 0111101 | 0100001 | 1000010 |
| 4     | 0100011 | 0011101 | 1011100 |
| 5     | 0110001 | 0111001 | 1001110 |
| 6     | 0101111 | 0000101 | 1010000 |
| 7     | 0111011 | 0010001 | 1000100 |
| 8     | 0110111 | 0001001 | 1001000 |
| 9     | 0001011 | 0010111 | 1110100 |

Nota: les entrades de la columna R són complements d'operació bit a bit (operador lògic: negació) de les entrades respectives de la columna L. Les entrades de la columna G són les entrades de la columna R en ordre invers de bits. Vegeu imatges de tots els codis amb un fons de colors.
Una o més àrees negres es coneix com a "barra" i una o més àrees blanques es coneix com a "espai". Com es pot veure a la taula, la codificació de cada dígit consta de dues barres i dos espais i l'amplada màxima d'una barra o espai és de quatre àrees.
Exemple de codi de barres EAN-13
- C1, C3: Marcador d'inici/final.

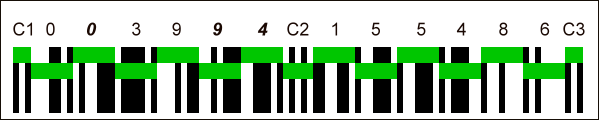
Codi de barres EAN-13. Una barra verda indica les barres negres i els espais en blanc que codifiquen un dígit.

- C2: Marcador per al centre del codi de barres.
- Grup esquerra de 6 dígits: 003994.
- Grup dret de 6 dígits (l'últim dígit és el dígit de verificació): 155486.
- Un dígit està codificat en set àrees, per dues barres negres i dos espais en blanc. Cada barra negra o espai en blanc pot tenir una amplada entre 1 i 4 àrees.
- Paritat pels dígits del grup esquerre i dret: SPSSPP PPPPPP (S = paritat senar, P = paritat parell).
- El primer dígit del codi EAN: la combinació de paritats dels dígits del grup esquerra codifica indirectament el primer dígit 4.

El codi EAN-13 complet és aquest: 4 003994 155486.

### Descodificació

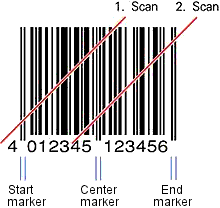
Escaneig de part d'un codi de barres EAN-13.

Mitjançant l'ús del marcador del centre del codi de barres (C2), és possible que un escàner de codis de barres escanegi només la meitat del codi de barres alhora. Això permet reconstruir el codi mitjançant un escaneig helicoïdal del codi de barres en un angle d'aproximadament de 45 graus.

## Nombre d'Article Japonès
El nombre d'article japonès (JAN) és un estàndard de codi de barres compatible amb l'EAN. És un subconjunt de l'EAN. L'ús de l'estàndard JAN va començar el 1978. Originalment se li va emetre el codi de bandera 49 (sistema de números EAN). El 1992, se li va emetre el codi de bandera addicional 45. El gener de 2001 el codi del fabricant va canviar a 7 dígits (9 dígits inclòs el codi de bandera) per a empreses noves.